# Aage Heyman
Aage Heyman (født 29. august 1869 i København, død 17. december 1960) var en dansk grosserer og fabriksejer. Han var søn af etatsråd Philip W. Heyman, Tuborgs grundlægger, (død 1893) og hustru Hanne f. Adler (død 1917)
Han var uddannet i Varde Svineslagteri, hos Philip W. Heyman, København og John Morrel & Co., Ottawa i Canada. Han blev prokurist i firmaet Philip W. Heyman 1891 og indehaver af firmaet samt af Engelska Svineslagteriet, Malmø og Engelska Svineslagteriet, Tomelilla, fra 1893. Heyman var formand i bestyrelsen for A/S Philip W. Heyman 1926-29 og indehaver af firmaet P. W. Heyman, Melbourne, oprettet 1901. 1898 oprettede han Skelskør Svineslagteri. Han oprettede 1927 firmaet Aage Heyman. Han var også medlem af bestyrelsen for A/S Sporvognsreklamen.
Han blev gift (21. januar 1895) med Helene f. Sichel (5. januar 1876 i Mainz – 1950), datter af købmand Joseph Sichel (død 1909) og hustru Amalie f. Bernays (død 1896).
Som en af sin tids rigeste erhvervsledere lod Heyman 1907 et palæ på Strandvejen 93 (hjørnet af Rosbækvej) i Ryvangen opføre ved arkitekten Carl Brummer. Han måtte imidlertid sælge huset i 1916. Krigstiderne må dog have genskabt hans formue, for allerede i 1918 lod han et nyt palæ opføre på Øster Allé 33 i København ved arkitekten Gotfred Tvede. Grunden i randen af Fælledparken havde han mageskiftet med Københavns Kommune, der købte Københavns Svineslagteris grund til brug for en fremtidig forlængelse af Strandboulevarden mod nord. Forlængelsen blev dog aldrig til noget, da Østre Gasværk lå i vejen, og i stedet blev kommunens politik genstand for kritik i PHs tidsskrift Kritisk Revy og siden hos Steen Eiler Rasmussen.